# بيتر وايت (ملحن)
بيتر وايت (بالإنجليزية: Peter White)‏ هو عازف قيثارة وملحن بريطاني، ولد في 20 سبتمبر 1954 في لوتن في المملكة المتحدة.

## وصلات خارجية
- الموقع الرسمي
- بيتر وايت على موقع ميوزك برينز (الإنجليزية)
- بيتر وايت على موقع أول ميوزيك (الإنجليزية)
- بيتر وايت على موقع ديسكوغز (الإنجليزية)